# Municipio de Perry (condado de Johnson)
El municipio de Perry (en inglés: Perry Township) es un municipio ubicado en el condado de Johnson en el estado estadounidense de Arkansas. En el año 2010 tenía una población de 787 habitantes y una densidad poblacional de 1,82 personas por km².

## Geografía
El municipio de Perry se encuentra ubicado en las coordenadas 35°37′49″N 93°17′25″O / 35.63028, -93.29028. Según la Oficina del Censo de los Estados Unidos, el municipio tiene una superficie total de 432.4 km², de la cual 430,64 km² corresponden a tierra firme y (0,41 %) 1,77 km² es agua.

## Demografía
Según el censo de 2010, había 787 personas residiendo en el municipio de Perry. La densidad de población era de 1,82 hab./km². De los 787 habitantes, el municipio de Perry estaba compuesto por el 96,32 % blancos, el 0,51 % eran afroamericanos, el 0,25 % eran amerindios, el 0,76 % eran asiáticos, el 0,38 % eran de otras razas y el 1,78 % eran de una mezcla de razas. Del total de la población el 1,27 % eran hispanos o latinos de cualquier raza.